# Christian Engström
Lars Christian Engström (* 9. února 1960) je švédský programátor, aktivista a politik. Je místopředsedou švédské Pirátské strany. Engström byl zvolen poslancem Evropského parlamentu ve volbách v roce 2009.